# Académie nationale olympique française
L'Académie nationale olympique française (ANOF) créée en 1994 sous statut associatif est composée de personnes physiques engagées sur les questions liées à l'olympisme, notamment celles ayant participé aux différentes sessions de l'Académie internationale olympique.

## Historique
L'Académie nationale olympique française est fondée par Claude Collard, Pierre Rostini président du Comité français Pierre-de-Coubertin (CFPC), Henri Sérandour et Jean Vintzel. Ses statuts sont déposés à la préfecture de Paris le 13 avril 1994. Depuis cette date elle n'a connu que quatre présidents :
- de 1994 à 1998, Claude Collard, ancien président de la Fédération française de judo, jujitsu, kendo et disciplines associées  (FFJDA) et président-fondateur du Comité national olympique et sportif français (CNOSF) ;
- de 1998 à 2009, André Leclercq, ancien président de la Fédération française de volley-ball (FFVB) et vice-président du CNOSF ;
- de 2009 à 2017, Jean Vintzel, ancien président de la Fédération sportive et culturelle de France (FSCF) et président du collège des fédérations et unions affinitaires ou multisports du CNOSF ;
- depuis 2017 : Arnaud Richard, maître de conférences à l’Université Paul-Valéry de Montpellier 3 et vice-président de la Fédération française du sport universitaire (FFSU)[1].

## Missions
Toujours fondées sur deux mots-clés — culture et éducation — les missions de l’ANOF évoluent selon les besoins, les capacités, les résolutions de ses instances dirigeantes dans le cadre de son champ d’intervention : la connaissance du sport et de l’olympisme. Celles-ci se développent selon les trois axes suivants.

### Élaboration de la connaissance
- recherche sur l’identité, les valeurs du sport et de l’olympisme ;
- études sur les besoins exprimés du mouvement sportif ;
- rôle de veille sur la place et les évolutions du sport ;
- archives, guides des sources.

### Accès à la connaissance
- capitalisation et valorisation des ressources ;
- sauvegarde et mise en valeur des patrimoines ;
- documentation.

### Diffusion de la connaissance
- publications et aides aux publications ;
- plan de formation et choix de personnes ressources ;
- relations avec la presse ;
- journées d’études, colloques, universités d’été ;
- actions de promotion des valeurs.

## Organisation
Elle est gérée par un conseil d’administration de 12 à 15 personnalités engagées dans la défense des valeurs olympiques qui participent aux différentes sessions de l'Académie internationale olympique (IOA). Cinq d'entre elles constituent le bureau exécutif. L'activité de l'ANOF s'organise à travers quatre commissions.

### Valeurs de l'olympisme
L'ANOF s'est dotée d'une commission consacrée aux valeurs de l'olympisme qui s'inscrit dans le cadre de la commission culture et éducation du Comité international olympique (CIO). Héritière de travaux pionniers de l'institution, elle poursuit sa vocation dans le monde de l'éducation en prenant selon André Leclercq : « le sport comme média de culture et l’olympisme comme vecteur d’éducation ». La commission veille à promouvoir les valeurs de l'olympisme dans les différents secteurs éducatifs. Elle est force de proposition pour le pôle Culture et éducation du CNOSF.
Elle anime les prix propres à son champ d'investigation, le prix Henri Didon créé en 2009 sur le plan pédagogique, et le prix artistique créé en 2013 avec le concours du CIO et en relation avec la maison des artistes. Elle propose des séminaires de réflexion et fait valoir les bonnes pratiques repérées sur le territoire.
L'ANOF s'attache à assurer la promotion de la culture olympique olympique à travers l'Éducation nationale. Depuis 2006 elle organise chaque année en liaison avec l'Union sportive de l'enseignement du premier degré (USEP) un camp olympique de la jeunesse pour faire du sport et de l'olympisme des moyens de développement culturel et de lien social à l'école primaire. L'organisation en est prise en charge par le CNOSF à partir de 2010.
L'élaboration d'outils pédagogiques (jeux, livrets, expositions) doit permettre d'élargir l'expérience à des initiatives locales pilotées par les comités régionaux olympiques et sportifs (CROS) et les comités départementaux olympiques et sportifs (CDOS).

### Commission nationale des relais d'Olympie

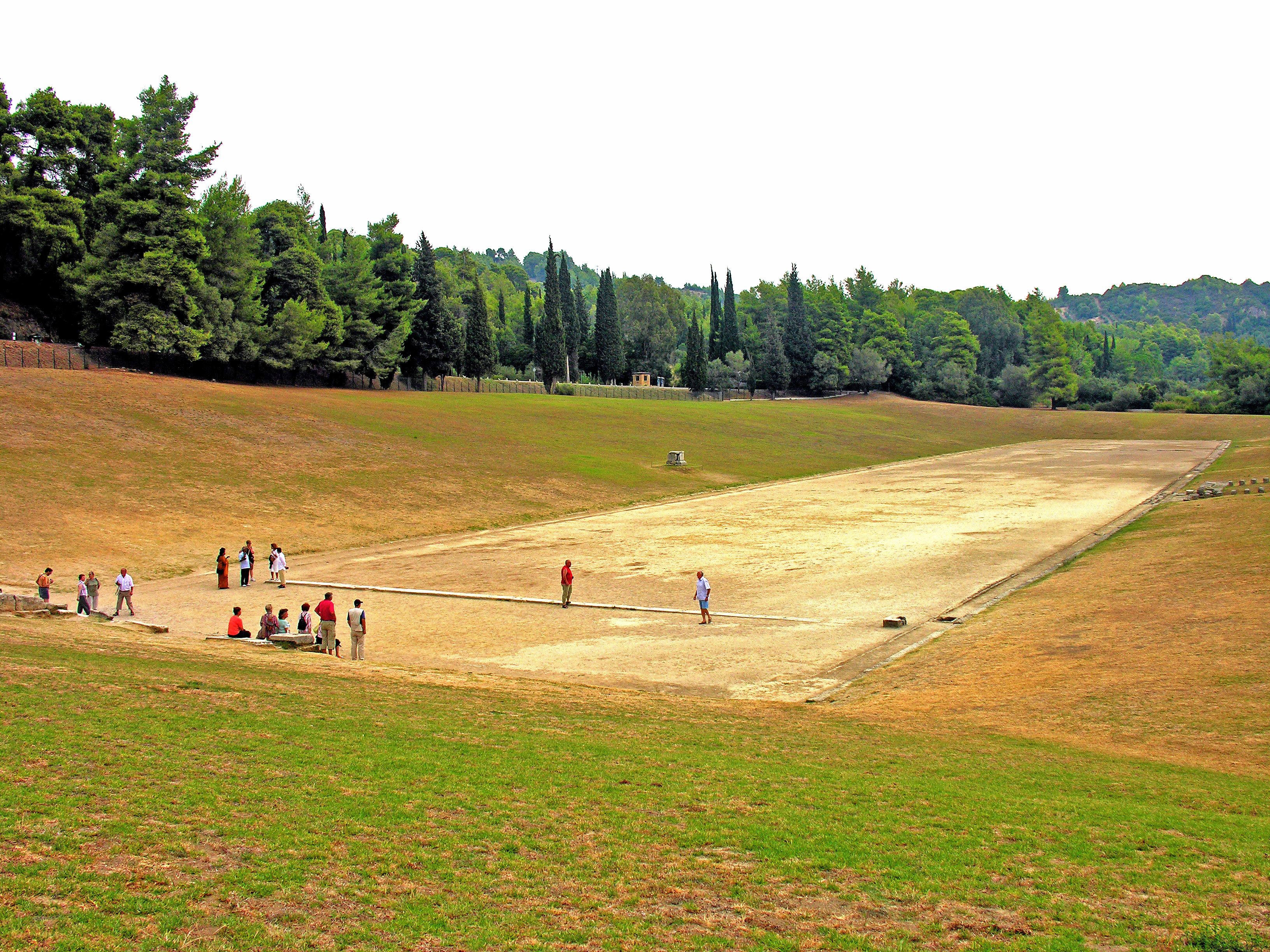
Le stade antique d'Olympie.

Héritière de la commission nationale de l'AIO, la commission nationale des relais d'Olympie (CNRO) assure le recrutement, la logistique et l'encadrement de jeunes sportifs aux sessions organisées par l'AIO en liaison avec celle-ci. Notons que ces sessions sont bien antérieures à l'existence de l'ANOF : Olympie accueille en 2014 la 54e session de l'AIO.

### Centre d'études olympiques
Le Centre d'études olympiques (CEO) suscite et soutient les études universitaires en relation avec l'olympisme. Il œuvre également pour la préservation de la mémoire du sport français (opération MemoS) dans deux directions : la constitution d'un thésaurus d'interviews de grandes personnalités qui ont marqué l'histoire du monde sportif et la préservation des archives des fédérations ainsi que des legs de fonds privés de grande importance.
En partenariat avec les ministères de la jeunesse et des sports (direction des sports), de la culture (direction des archives de France) et le CNOSF le second axe est matérialisé le 15 décembre 2006 par l'élargissement du centre régional des archives du monde sportif — créé par le CROS du Nord-Pas-de-Calais aux Archives nationales du monde du travail de Roubaix — à un pôle national des archives du monde du sport. Son objet est le traitement et le sauvegarde des archives des fédérations et des interviews des « grands » acteurs du sport français ; le plan d’action MeMoS de l’ANOF est promu sous forme de guide par le CIO.

### Francophonie
Dans ce domaine, l'ANOF œuvre également dans deux directions complémentaires.
Depuis la création de l'Association francophone des académies olympiques en 2009 le président de l'ANOF, Jean Vintzel, en est secrétaire général . La francophonie est donc bien une préoccupation majeure de l'ANOF qui entretient des relations avec l'Organisation internationale de la francophonie (OIF) et développe une action spécifique en direction des académies nationales olympiques francophones.
Le ministère chargé des sports anime une commission spécialisée de terminologie et de néologie (CSTN) afin de réfléchir à l’évolution de la langue, l'utilisation des termes anglophones et la définition des termes sportifs à l'usage des textes officiels. L'ANOF participe à ces travaux aux côtés du CNOSF.

## Collaborations
Le CNOSF héberge l'ANOF dans la Maison du sport français sise 1, avenue Pierre-de-Coubertin à Paris et lui fournit l'essentiel de ses moyens.
Elle représente sur le sol français l'Académie internationale olympique et assure de bons rapports avec les autres comités d'éthique du sport français, en particulier :
- l'Association française pour un sport sans violence et pour le fair-play (AFSVSP) ;
- le Comité français Pierre-de-Coubertin ;
- l'USEP, dans le cadre de la démarche à l'éducation olympique.

## Logos

Logo de l'ANOF de 1997 à 2015.
Logo de l'ANOF à partir de 2015.